# Musica cristiana contemporanea

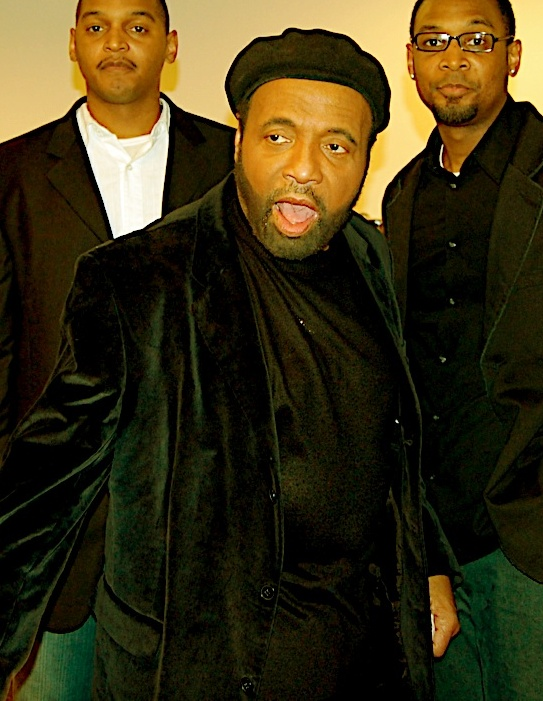
Andraé Crouch

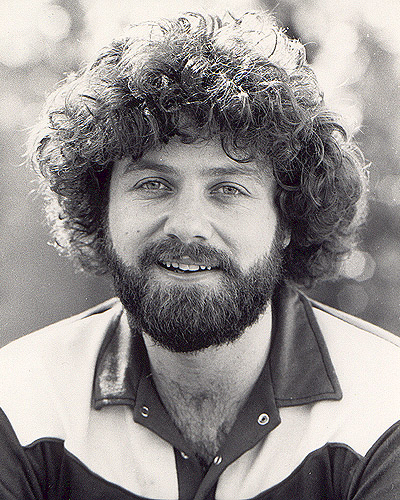
Keith Green

La musica cristiana contemporanea (contemporary Christian music) è nata negli Stati Uniti tra il 1960 e 1970 mentre il movimento Jesus Movement si stava facendo conoscere anche in sudamerica. Diversamente dal genere gospel, questo genere è nato dal rock and roll. L'origine della musica cristiana nasce dalle chiese protestanti nord americane e in un secondo momento, dopo il Concilio Vaticano II, è stata in parte accettata dal mondo cattolico. Bisogna ricordare che negli anni 80 il genere musica cristiana si è allargato in un business multimilionario nei paesi anglosassoni e in quelli sudamericani. Negli Stati Uniti sono stati molti gli artisti pionieri della musica cristiana giusto per citarne qualcuno Andraé Crouch, Keith Green, Evie, Imperials, Petra, Bebe & Cece Winans, Cliff Richard, Twila Paris, Michael Card. In America le vendite della musica cristiana sono superiori a quelle della musica classica, jazz, rock.
In Italia questo genere musicale è arrivato fine anni 70 grazie al gruppo Cristo è la Risposta, una missione itinerante internazionale nata dal Jesus movement e si è diffusa all'interno delle chiese evangeliche sostituendo i canti storici liturgici. Negli anni 90, diversi cantanti della musica cristiana contemporanea come Michael W. Smith, Jars of Clay, Sheila Walsh, Amy Grant hanno avuto successo nelle radio arrivando ai primi posti delle classifiche.
La musica cristiana include la contemporanea, il rock cristiano, il metal cristiano, i canti di lode, il gospel e il genere hip hop.

## Generi e stili

### Genere "lode e adorazione"

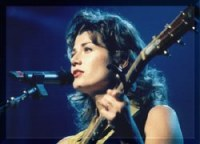
Amy Grant

I canti di lode e adorazione sono un genere musicale che si sviluppa con la struttura della musica pop. Nelle chiese evangeliche il canto di lode accompagna il culto, nella maggior parte vengono usati i cosiddetti "inni di lode", oppure è possibile che il testo del canto venga proiettato direttamente su uno schermo.

### Genere rock
Il rock cristiano è suonato da band i cui membri sono cristiani e le loro canzoni trattano storie di vita, fede cristiana. Il rock cristiano è considerato parte della musica cristiana contemporanea ed è il genere musicale cristiano più popolare negli Stati Uniti. Intorno alla fine degli anni novanta e nell'ultimo decennio essa ha riscontrato un notevole successo, attraverso un genere "alternative" che copre tutti gli stili musicali legati al rock, dal rock sperimentale all'heavy metal, con contaminazioni pop, reggae, rap, in cui i testi si rifanno ai valori del Cristianesimo.

### Genere hip hop
La musica cristiana hip hop utilizza tematiche cristiane per esprimere la fede dell'autore, ma è poco diffusa in Italia. Soltanto durante gli anni 90 il termine "musica cristiana hip hop" comincia ad essere utilizzato per identificare questo tipo di musica.